# Ravenia polygalaecalyx
Ravenia polygalaecalyx är en vinruteväxtart som beskrevs av Adolpho Ducke. Ravenia polygalaecalyx ingår i släktet Ravenia och familjen vinruteväxter. Inga underarter finns listade i Catalogue of Life.